# Битка код Вустера (1651)
Битка код Вустера (1651) била је последња велика битка Енглеског грађанског рата вођена у Енглеској. Завршена је одлучном победом Оливера Кромвела и енглеских Парламентараца.

## Битка
После пораза у бици код Данбара, у лето 1651. шкотска војска под командом Чарлса II Стјуарта провалила је са севера у Енглеску. Војска енглеског Парламента (око 30.000 бораца), под Оливером Кромвелом, сустигла их је код Вустера. Чарлс II је 3. септембра распоредио своје главне снаге (око 40.000 војника) на левој обали доњег тока реке Тим ((енгл. Teme), док је Кромвел поставио војску на обе стране реке Северн. Пошто су форсирали реку Тим, Енглези су убрзо нанели Шкотима катастрофалан пораз.

## Последице
Шкотланђани су имали око 30.000 погинулих и преко 10.000 заробљених, док су снаге Парламента претрпеле незнатне губитке. После тог пораза Чарлс II је пребегао у Француску, а снаге Парламента под генералом Џорџом Монком окупирале су Шкотску.